# Jean de Montdésir
Jean Frédéric Lucien Piarron de Mondésir, né le 13 décembre 1857 à Gatchina, en Russie et décédé le 11 août 1943 est un officier général français.

## Famille
Son père, ingénieur des Ponts et Chaussées français, participait à sa naissance à la construction du chemin de fer entre Varsovie et Saint-Pétersbourg.

## Carrière militaire
Entré le 1er novembre 1876 à l’École polytechnique, il rejoignait l’école d'application de l'artillerie et du génie le 1er octobre 1878, comme sous-lieutenant élève. En octobre 1880, il était lieutenant au 1er Régiment du Génie.
Il partagea sa carrière entre les territoires de l’empire colonial et la métropole. Du 7 août 1881 au 22 mai 1882 notamment, il était affecté dans le sud Oranais pour travailler à la voie ferrée pénétrant vers le sud, en direction de Colomb-Béchar. Pendant ce séjour, il participe à la pacification de ces régions et à la lutte contre les bandes de voleurs algériens. Le 4 octobre 1883, il servait comme capitaine à l’état-major particulier du génie à Boulogne-sur-Mer.
Du 5 mai 1884 au mois de novembre 1886, il était stagiaire à l’École supérieure de guerre. Son brevet obtenu lui permit ensuite de rejoindre l’état-major particulier à Nancy (le 14 décembre 1886). Le 16 avril 1892, il devenait officier d’ordonnance du général commandant la 39e D.I.. Il exerça ensuite les mêmes fonctions auprès de divers autres généraux, dont le commandant le 15e C.A..
Il rejoignait son arme d’origine le 10 juin 1897, date à laquelle il fut affecté au régiment du génie en poste à Madagascar. Il devait y servir jusqu’au 13 février 1899 et, entre autres missions, y aménager une route carrossable entre Tamatave et Tananarive.
Le 21 septembre 1898, il était nommé chef de bataillon.
Muté à l’état-major particulier du génie le 5 janvier 1901, il devint ensuite professeur du cours de fortifications à l’École Supérieure de Guerre. Il était nommé lieutenant-colonel le 24 septembre 1908, prenait le poste d’officier adjoint au directeur du génie, à Paris. Le 24 décembre 1909, il était colonel. Il prit, le 12 janvier suivant, la direction du génie à Oran puis, le 9 janvier 1911, le commandement du 6e Régiment du Génie, à Angers. Muté le 15 décembre 1912 à l’état-major du 5e arrondissement maritime, à Toulon, il devenait général de brigade le 23 décembre 1913. Entre ces affectations et ces promotions, il avait tout de même eu le temps de mener à bien deux missions à l’étranger: une première en Uruguay (en 1908, pour établir un projet d’organisation du pays), puis une seconde dans les Balkans, entre les deux guerres de 1912-1913.

## Première Guerre mondiale
La guerre le trouvait à la tête de la 30e brigade d’infanterie, commandement qu’il exerçait depuis le 20 juin 1914. Avec elle, il combattit devant Sarrebourg, puis sur la Mortagne. Sa blessure du 27 août 1914 lui valait d’être cité à l’ordre de la 1re Armée le 6 septembre suivant (la Croix de Guerre avec palme lui fut attribuée le 7 août 1915), mais ne l’empêchait pas de prendre ses nouvelles fonctions de commandant de la 16e D.I. dès le 12 septembre. Comme général de division à titre temporaire, il dirigea ensuite le 8e C.A. (du 14 octobre 1914 au 8 mai 1915). À cette époque, il combattait sur le saillant de Saint-Mihiel, en forêt d’Apremont, au bois d’Ailly et au bois Brûlé. Les exploits et les souffrances de son corps d’armée y sont restés célèbres. En mai 1915 pourtant, le général de Mondésir faisait les frais d’un revers tactique infligé par l’adversaire. Le 21 mai, il était sanctionné et prenait la tête de la 52e D.I., devant Reims.
Cette rétrogradation prit fin avant la fin de l’année, lorsque, le 10 décembre 1915, il quittait le front de France, avec la fonction de chef de la mission militaire à Corfou (Grèce). À ce poste de confiance, il participa activement au recueil des débris de l’armée serbe, puis à leur réorganisation. Le 23 décembre, il était titularisé dans son grade de général de division.

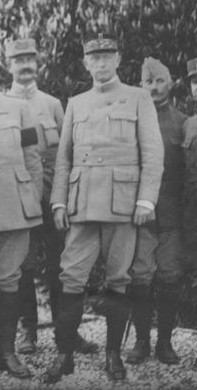
En mission à Corfou.

De retour en France, il reçut le commandement du 36e Corps d'Armée le 3 août 1916, mais demanda à être remplacé dans ses fonctions dès le 17 septembre suivant. Trois jours plus tard, il prenait la tête du 38e Corps d'Armée, avec lequel il devait s’illustrer sur la Marne en juin et juillet 1918.
En mai 1918, de Mondésir se trouvait avec son corps d’armée dans les Flandres lorsque eut lieu la rupture du front de l’Aisne. Rappelé en urgence sur la Marne, il prenait le commandement du secteur de Château-Thierry dès le 31 mai. Après y avoir stoppé puis contenu la poussée allemande, les troupes placées sous ses ordres dégageaient la ville le 21 juillet suivant et refoulaient les Allemands au nord de la rivière. Lançant son corps d’armée dans la poursuite, il traversa ensuite le Tardenois, jusqu’à la Vesle, sur laquelle le front se stabilisa quelque temps.
Placé à l’extrême droite de l’armée Gouraud, le 38e C.A. participa ensuite à la bataille de Champagne et d'Argonne, s’emparant de la Main de Massiges, forçant le passage de l’Aisne et ouvrant les débouchés de l’Argonne. Il termina la guerre en réserve de l’Armée Mangin. L’armistice venue, il pénétra en Alsace, pour y assurer la garde du Rhin vers Neuf-Brisach. Le 28 décembre, le général de Mondésir était élevé à la dignité de grand officier de la Légion d’Honneur. Il était ensuite détaché auprès de l’armée polonaise du général Haller, dont il organisa sept divisions.
En 1919, il passait au cadre de réserve.

## Décorations
- 27 février 1896 : Croix de Chevalier de la Légion d’Honneur
- 26 décembre 1905 : Médaille coloniale (avec agrafes Algérie et Madagascar)
- 12 juillet 1906 : Palmes d’Officier d’Académie
- 6 septembre 1914 : citation à l’ordre de la 1re Armée
- 7 août 1915 : Croix de Guerre avec Palme
- 10 avril 1915 : Officier de la Légion d'Honneur
- 25 décembre 1916 : Commandeur de la Légion d’Honneur, en récompense pour son action au profit de l’armée serbe, en Albanie et à Corfou.
- 23 septembre 1918 : Citation à l’ordre de la VIe Armée, pour son action pendant la Seconde Bataille de la Marne
- 23 septembre 1918 : Reçoitevait la médaille américaine des Distinguished Service Medal.
- 28 décembre 1918 : Grand Officier de la Légion d'Honneur[3]

## Publicains
- Souvenirs et pages de route, France, Algérie, Corse, Madagascar, Uruguay, Balkans (1876-1914) (1930)
- Siège et prise d'Andrinople, (novembre 1912-mars 1913) (1914)
- Souvenirs et pages de guerre (1914-1919) (1933)
- Quand le soleil est-il à l'est ? (1910)
- Fortification cuirassée (1909)
- Comment se défend un fort d'arrêt (1906)
- Essai sur l'emploi tactique de la fortification de campagne (1904)
- Sur le rôle des nombres harmoniques en mécanique (1881)